# Nova América/Del Castilho
Nova América/Del Castilho – stacja metra w Rio de Janeiro, na linii 2. Zlokalizowana jest pomiędzy stacjami Maria da Graça i Inhaúma. Została otwarta 12 marca 1983.